# Ред-Ок (Айова)
Ред-Ок (англ. Red Oak) — город в США, в округе Монтгомери штата Айова. Население — 5596 человек (2020).

## География
Ред-Ок расположен по координатам 41°00′51″ с. ш. 95°13′28″ з. д. (41.014130, -95.224371). По данным Бюро переписи населения США в 2010 году город имел площадь 10,36 км², из которых 10,22 км² — суша и 0,15 км² — водоёмы.

## Демография
| Год переписи | Нас. |  | %±     |
| ------------ | ---- |  | ------ |
| 1870         | 1315 |  | —      |
| 1880         | 3755 |  | 185,6% |
| 1890         | 3321 |  | −11,6% |
| 1900         | 4355 |  | 31,1%  |
| 1910         | 4830 |  | 10,9%  |
| 1920         | 5578 |  | 15,5%  |
| 1930         | 5778 |  | 3,6%   |
| 1940         | 5763 |  | −0,3%  |
| 1950         | 6526 |  | 13,2%  |
| 1960         | 6421 |  | −1,6%  |
| 1970         | 6210 |  | −3,3%  |
| 1980         | 6810 |  | 9,7%   |
| 1990         | 6264 |  | −8%    |
| 2000         | 6197 |  | −1,1%  |
| 2010         | 5742 |  | −7,3%  |
| 2020         | 5596 |  | −2,5%  |

Согласно переписи 2010 года, в городе проживали 5742 человека в 2481 домохозяйстве в составе 1475 семей. Плотность населения составляла 554 человека/км². Было 2887 квартир (279/км²).
Расовый состав населения:
| - 96,3 % — белых - 0,4 % — коренных американцев - 0,3 % — чёрных или афроамериканцев - 0,2 % — азиатов - 1,4 % — лиц других рас |

К двум или более расам принадлежало 1,3 %. Доля испаноязычных составляла 4,2 % всего населения.
По возрастному диапазону население распределялось следующим образом: 24,4 % — лица младше 18 лет, 55,5 % — лица в возрасте 18-64 лет, 20,1 % — лица в возрасте 65 лет и старше. Медиана возраста жителя составила 42,2 года. На 100 человек женского пола в городе приходилось 90,8 мужчин; на 100 женщин в возрасте от 18 лет и старше — 86,9 мужчин также старше 18 лет.
Средний доход на одно домашнее хозяйство составил 44 003 доллара США (медиана — 31 943), а средний доход на одну семью — 54 000 долларов (медиана — 50 104). Медиана доходов составляла 40 496 долларов для мужчин и 30 701 доллар для женщин. За чертой бедности находилось 23,7 % человек, в том числе 38,8 % детей в возрасте до 18 лет и 13,8 % лиц в возрасте 65 лет и старше.
Гражданское трудоустроенное население составляло 2198 человек. Основные области занятости: образование, здравоохранение и социальная помощь — 29,3 %, производство — 20,2 %, розничная торговля — 14,0 %.

## Известные уроженцы
- Реймонд Хэттон (1887—1971) — американский актёр кино.